# Luís Carmelo
Luís Carmelo (Évora, 25 de Agosto de 1954 - 30 de abril de 2023) foi um escritor português.

## Biografia
Nasceu em Évora a 25 de Agosto de 1954. Doutorou-se pela Universidade de Utreque, na Holanda. Foi vencedor do Prémio de Ensaio da Associação Portuguesa de Escritores 1988 com a obra 'A Tetralogia Lusitana de Almeida Faria' e finalista do Prémio Literário Casino da Póvoa/ Correntes d'Escritas 2019 com o livro de poesia 'Tratado'. Tem publicados 16 romances: 'Entre o Eco do Espelho' (1986), 'Cortejo do Litoral Esquecido' (1988), 'No Princípio era Veneza' (1990), 'Sempre Noiva' (1996), 'A Falha' (1998), 'As Saudades do Mundo' (1999), 'O Trevo de Abel' (2001), 'Máscaras de Amesterdão' (2002), 'O Inventor de Lágrimas' (2004), 'E Deus Pegou-me pela Cintura' (2007), 'A Dobra do Crioulinho' (2013), 'Gnaisse' (2015), 'Por Mão Própria' (2016), 'Sísifo' (2017), 'Cálice' (2020) e 'O Planisfério' (2023). 
O romance 'A Falha' foi adaptado ao cinema por João Mário Grilo, em 2000, a partir de argumento do próprio autor. Foi um dos primeiros autores a figurar na rubrica "Um dia com..." da plataforma Escritores.Online. Referido em diversos artigos sobre escrita criativa na imprensa. Por exemplo, no JL – Jornal de Letras, Artes e Ideias, no P3/ Público, na Revista2/ Público.
Foi alvo de entrevistas por Paulo José Miranda (Hoje Macau, 17/02/2017) e de recensões críticas por Pedro Miguel Silva (Deus Me Livro, 17/06/2015), Mário Santos (Ípsilon/ Público, 9/12/2016) e Miguel Real (JL – Jornal de Letras Artes e Ideias, 27/05/2015).
Ensinou escrita e cultura na EC.ON Escola de Escritas, no Instituto Camões, na Universidade Aberta e no Âmbito Cultural El Corte Inglês. Foi cronista no Expresso e no Hoje Macau. 
Faleceu a 30 de abril de 2023 aos 68 anos.

## Obras publicadas

### Romances
- Entre o Eco do Espelho (1986, Peregrinação, Baden-Lisboa; tradução inglesa parcial, Revista New Wave, 20, Universidade do Colorado, Boulder, USA);
- Cortejo do Litoral Esquecido (1988, Vega, Lisboa);
- No princípio era Veneza (1990, Vega; 2ª edição, 1997, Vega, Lisboa);
- Sempre Noiva (1996, Vega, Lisboa);
- A Falha (1998, Editorial Notícias, Lisboa; 2ª edição, 2001, Planeta Agostini, Lisboa; 3ª edição, Editorial Notícias, Lisboa; tradução espanhola, La Grieta, 2002, Hiru Argitaletxea, Hondarribia, Espanha; romance adaptado ao cinema por João Mário Grilo em 2002);
- As Saudades do Mundo (1999, Editorial Notícias, Lisboa);
- O Trevo de Abel (2001, Editorial Notícias, Lisboa);
- Máscaras de Amesterdão (2002, Editorial Notícias, Lisboa;
- O Inventor de Lágrimas (2004, Editorial Notícias, Lisboa);
- E Deus Pegou-me pela Cintura (2007, 2024, Guerra e Paz, Lisboa);
- A Dobra do Crioulinho (2013, Quidnovi, Lisboa/ 2022, Jaguatirica, Rio de Janeiro);
- Gnaisse (2015, Abysmo, Lisboa; 2017, Editora Jaguatirica, Rio de Janeiro; Ediciones Uniandes, Bogotá, 2022);
- Por Mão Própria (2016, Abysmo, Lisboa; Ediciones Uniandes, Bogotá, 2022);
- Sísifo (2017, Abysmo, Lisboa; Ediciones Uniandes, Bogotá, 2022).
- Cálice (2020, Abysmo, Lisboa. Romance finalista do prémio PEN/2021).
- Visão Aproximada (2022, Abysmo, Lisboa).
- Trílogia de Sísifo (2023, Ediciones Uniandes, Bogotá).
- O Planisfério (2023, Guerra & Paz, Lisboa).
- Talvez o Ciclone (2024, Guerra & Paz, Lisboa).

### Ensaios
- A Tetralogia Lusitana de Almeida Faria (1989, Universidade de Utreque, Holanda; Prémio da Ensaio da Associação Portuguesa de Escritores, 1988);
- La Représentation du Réel dans des Textes Prophétiques (1995 - Tese de Doutoramento -, Universidade de Utreque, Holanda);
- Sob o Rosto da Europa (1996, Pendor, Évora-Lisboa; 2ª edição e tradução inglesa, Ontology Of The South, Sul, Edição dos Encontros de fotografia de Coimbra, 1996);
- Anjos e Meteoros. Ensaio Sobre a Instantaneidade (1999, Editorial Notícias, Lisboa);
- Os jardins da Voyance - tradução inglesa, The Gardens of vision and the bright Ofélias of the Douro (álbum-encomenda Os Jardins de Cristal, edição da Porto-2001 e Roterdão-2001, com o fotógrafo José M. Rodrigues);
- Islão e Mundo Cristão (2001, Editora Hugin, Lisboa);
- Água de Prata (sobre a obra do Prémio Pessoa, José M. Rodrigues; 2002, Casa do Sul, Évora);
- Músicas da Consciência (com prefácio de António Damásio; 2002, Publicações Europa-América, Mem Martins);
- Órbitas da Modernidade (2003, Editorial Mareantes, Lisboa);
- Semiótica - Uma Introdução (2003, Publicações Europa-América, Mem Martins);
- Viragem Profética Contemporânea (2005, Publicações Europa-América, Mem Martins);
- A Comunicação na Rede: o Caso dos Blogues (2008, Magna Editora, Lisboa);
- A luz da intensidade. Figuração e estesia na literatura contemporânea. O caso de José Luís Peixoto (2012, Quetzal, Lisboa);
- Genealogias da Cultura (2013, Arranha Céus, Lisboa);
- Uma Infinita Voz Sobre Exercícios de Humano de Paulo José Miranda (2016, Abysmo, Lisboa);
- Ficcionalidades de Prata (2019, Nova Mymosa, Lisboa).
- Respiração Pensada (2022, Abysmo, Lisboa).
- A Grande Imersão. Pensar o Amor. Pensar a Intimidade (2023, Exclamação, Porto).
- Ourique. O Mito e o Legado das Fake News (2023, Tempus Art, Porto)
- O Encoberto e o Sorriso dos Mitos (2023, Tempus Art, Porto)

### Poesia
- Fio de Prumo (1981, Terramar, Torres Vedras);
- Vão Interior do Rio (1982, Amesterdão, Atelier 18);
- Ângulo Raso (1983, Amesterdão, Atelier 18);
- Mymosidades (2015, Nova Mymosa, Lisboa);
- As Mialgias de Agosto  (2015, Nova Mymosa, Lisboa);
- Extintor de Achados (2017, Lisboa, Douda Correria);
- Tratado (2018, Lisboa, Abysmo. Obra Finalista do Prémio Casino da Póvoa/ Correntes d'Escritas 2019);
- Ofertório (2018, Nova Mymosa, Lisboa).
- Anatomia (2019, Nova Mymosa, Lisboa).
- O Pássaro Transparente (2019, Nova Mymosa, Lisboa).
- Lucílio (2022, Nova Mymosa, Lisboa)
- Biografia do Mundo (2022, Abysmo, Lisboa)
- El Asombro Irrealizado (Antologia; 2023, Textofilia, Ciudad de México).

## Prémios
- Prémio de Ensaio Literário da APE, Associação Portuguesa de Escritores, Lisboa, 1988 (pela obra A Tetralogia Lusitana de Almeida Faria).
- Finalista do Prémio Literário Casino da Póvoa/ Correntes d'Escritas 2019 (pela obra Tratado).